# Sphenella sinensis
Sphenella sinensis es una especie de insecto del género Sphenella de la familia Tephritidae del orden Diptera.

## Historia
Schiner la describió científicamente por primera vez en el año 1868.